# Solvent-Druck
Der Solvent-Druck ist ein gängiges Verfahren im Rahmen des sogenannten Foliendrucks. Das Verfahren arbeitet mit lösungsmittelbasierten Tinten. 

## Wirkungsweise
Die Lösungsmittel in der Tinte weichen beim Kontakt mit dem Schildmaterial die Materialoberfläche im Druckbereich auf, um gestaltgebend in das Schildmaterial diffundieren zu können. Zumeist werden dabei Kunststoffe und Folien als Schildmaterialien eingesetzt. 

## Anwendungsbereiche
Das Verfahren findet häufig Anwendung beim Bedrucken von Stoffen und Polyestergewebe. Im Maschinen- und Anlagenbau hat der Solvent-Druck vor allem für die Schaltschrank-Kennzeichnungen Bedeutung. Ein Großteil der in den Schaltschränken eingesetzten Kennzeichnungen wird mit Solvent-Druck-Systemen gefertigt. 

## Trägermaterial
Als Trägermaterial kommt dabei in der Regel Polycarbonat (PC) zum Einsatz, eine Untergruppe des Kunststoffes Polyester.